# Vidoški grad
Vidoški grad (stari naziv Vidoška) je stari grad na uzvisini iznad Stoca, na lijevoj obali Bregave. 

## Povijest
Na području današnjeg Stoca u Vidovu polju razvilo se još u antici urbano naselje s najbogatijim ostacima u čitavoj Bosni i Hercegovini. Stariji su povjesničari i arheolozi držali da je to Diluntum starih kasnoantičkih izvora. Noviji, osobito nakon pronalaska natpisa na Trebinjsi s imenom toga grada, drže da je ovdje bio neki drugi municipij, i to od tolike važnosti da je u njemu za šire okružje 533. godine uspostavljena i biskupija (Sarsenterensis), sa sjedištem u Sarsenterumu. 
Seoba naroda temeljito je poharala ne samo naselje nego i njegovo ime. Stolačko područje nakon seobe naroda opet dobiva na važnosti. Premda neki u to sumnjaju, poznavaoci religije starih Slavena čije je vrhovno božanstvo bilo Svevid (Svantovit i sl.) tvrde da se i ovdje dogodilo slično kao i s ostacima Narone na čijim temeljima nastaje i do danas opstoji naselje Vid. Sv. Vid inače prigodom kristijanizacije pučanstva zamjenjuje njegovo štovanje. U stolačkoj okolici je Vidovo ime uočljivo prisutno: u dubrovačkim dokumentima se polje zove poljem svetog Vida (Planum sancti Vitii), a staro ime rijeke Bregave bilo je Vidoštica.
Vidoški grad se nalazi na brdu Križevac, koje je ubilježeno u gruntovnicu (zemljišno-knjižni ured) 1897. godine za austrijskog popisa kao parcela pod nazivom Križevac – Humčine, označena kao k. č. 215/1, površine 24,7 ha i upisana je u zemljišno-knjižni uložak broj 853, kao vlasništvo/erar Bosne i Hercegovine. 
Prvi spomen Vidoškoga grada datira 19. veljače 1444. u povelji aragonsko-napuljskog kralja Alfonsa V. kao Vidosich, Vuidonopoglyo, castello con lo contato gdje se potvrđuju posjedi hercega Stjepana Vukčića Kosače. Spominje ga i "rimski kralj" Fridrih 20. siječnja 1448. g. kao castrum Widossky, a 1. lipnja 1454. ga ponovno spominje Alfons V. kao civitate Vidouschi cum castris et pertinentiis suis. U Kosačinu posjedu bio je do vremena između 1465. i 1469. kada su ga osvojile Osmanlije i priključile Hercegovačkom sandžaku. Godine 1878. zauzela ga je austrougarska vojska. Arheološkim radovima obavljenim 1976. godine nisu otkriveni ostaci srednjovjekovnog grada, ali se pretpostavlja da su prekriveni gradnjom utvrde iz doba austrougarske uprave.

## Arhitektura
Vidoški grad obrambena je građevina, jedna od najvećih u Bosni i Hercegovini, vidljivo građena u više etapa. U 17. stoljeću imao je 13 kula i bio je najbolje utvrđeni grad u Hercegovini. Ukupne je površine 20.503 m2. Opasava ga lanac kamenih kula i bedema debljine oko 2 metra napravljenih od tesanih blokova kamena sivca. Unutar grada nalazi se 10 cisterni za vodu, skladište brašna, objekti za stanovanje i džamija koja je stradala 1906. i nije više bila obnavljana.
Grad je podijeljen na tri cjeline:
- donji grad - sjeverozapadna strana površine 8.481 m2,
- srednji grad površine 2.005 m2, te
- gornji grad - (područje iznad srednjeg grada) površine 8.579 m2.

Donji je grad opasan s tri strane kulama i bedemima: sjeveroistočno, sjeverno i jugozapadno. Glavni ulaz se nalazi u sjeveroistočnom zidu dužine 44,95 m. Iznad njegova svoda nalazila se prostorija za čuvare. Iznad ulaza nalazi se i Veli-dedina džamija površine 113,42 m2 u čijem je podu locirana cisterna za vodu. Na njenom južnom zidu vide se ostatci kamenog minareta koji je bio oktogonalnog presjeka te mihraba. Debljina zidova bila je oko 1 metar. U sjevernom dijelu nalaze se četiri kule između kojih su bedemi s dva reda puškarnica. Prva je kula površine 96,72 m2 u ruševnom stanju a u njenoj blizini nalazi se cisterna. Druga je kula očuvanija, a njena površina je 108,29 m2, dok je površina treće kule 107,20 m2. Na sjeverozapadnom dijelu je četvrta kula površine 107,20 m2 čiji je zid uništen na visini od 12 m. Duljine zidova koji spajaju ove kule su 22,25 m (1. i 2. kula), 25,50 m (2. i 3. kula) te 22,25 (3. i 4. kula), a na njima su dva reda puškarnica. Zid duljine 29,62 m spaja četvrtu i petu kulu koja je površine 116,46 m2 i skoro je srušena. Spoj pete i šeste kule (koja je površine 97,52 m2) čini zid dug 41,60 m. Između njih se nalazi i cisterna, a šesta je kula najbolje sačuvana kula. Sljedeći zid duljine 22,75 m spaja šestu i sedmu kulu (površine 105,30 m2) te nastavlja u duljini od 36,62 m prema osmoj kuli površine 65,11 m2 Iza ove kule je zid dug 113,62 m prema devetoj kuli u gornjem gradu.
Srednji grad središnji je dio kompleksa. Izgrađen je od bijelog klesanog vapnenca s Brača. U njemu se nalazi nekoliko vojnih objekata te tri cisterne za vodu, utvrđeni dio bedema i skladište streljiva. Ulaz mu je obnovljen, a zidovi su poprilično oštećeni.
Gornji je grad skoro u istoj visini kao i srednji grad istočno od njega, a u njemu je smješteno pet kula. Deveta kula ima površinu od 93,39 m2 od koje nastavlja zid dug 48,40 m prema desetoj kuli čija površina iznosi 104,53 m2. Ovu kulu s jedanaestom kulom spaja zid od 33,88 m, a površina te jedanaeste kule je 231,70 m2. Slijedi zid dug 42,42 m prema dvanaestoj kuli površine 86,72 m2 te posljednji zid od 40 m prema trinaestoj kuli površine 69,16 m2 iza koje prema jugoistočnom kutu nastavlja zid dug 94,50 m. Zadnja je kula bila skladište eksploziva i streljiva, a dvaput je bila razrušena udarom groma.
- Ulaz (donji grad)
- Cisterna pored ulaza
- Stepenište
- Polukružni kaponir pored ulaza u srednji grad
- Unutarnji dio utvrde s topovskom platformom u pozadini

Dolaskom Austro-Ugarske Monarhije na prostore Bosne i Hercegovine, Monarhija je pristupila analizi postojećih utvrda iz osmanskog doba koje su u puno slučajeva dograđivane kako bi bile prilagođene novim načinima ratovanja. U gradu se nalazio sreski ured, zapovjedništvo vojne postaje, vojna bolnica, vojna skladišta za opskrbu, žandarmerijski vod i zapovjedništvo postaje, carinska i financijska straža. Grad je imao poštu i telegraf, izgrađen je vodovod, a telefonski je promet uspostavljen 1912. godine. Kao dio tzv. druge obrambene crte prema crnogorskom bojištu i imao je tri utvrde:
- velika utvrda iznad grada poznata kao Stari grad Stolac (Werk Stari grad ili Oberes Kastell Stolac) s dvije platforme za topništvo kategorije Werk,
- dvije identične utvrde stražarnice Wachhaus, Komanje Brdo i Ošanići, te
- defanzivnu vojarnu, veliki kompleks vojnog logora.

Oberes Kastell Stolac pruža se u smjeru sjever - istok, a izgrađen je u vremenu 1888. – 1889. godine. Poligonalnog je oblika s dvije peterostranične topovske platforme koje se nalaze na istočnom i zapadnom kraju utvrde koje su bile naoružane topovima 90 mm. Izgrađena su i tri flankirna kaponira: prvi, polukružni, na sjevernoj strani pored ulaza koji je dobro očuvan; drugi, također polukružni, na istočnoj strani, djelomično sačuvan te treći, poligonalni, na južnoj strani od kojeg su ostali jedva vidljivi tragovi. Unutar utvrde bile su prostorije za smještaj ljudi, opreme i konja, a do utvrde je napravljen novi put za dopremu. Na prozorima su postojale i mašikule, metalne ploče koje su imale ulogu kaponira.
Nacionalnim spomenikom kulture Bosne i Hercegovine proglašen je 2003. U organizaciji Javne ustanove Radimlja u starom gradu Vidoškom od 2015. godine organizira se srednjovjekovni sajam pod nazivom Stolačka tarča.

## Vanjske poveznice
- Stari grad na stranicama općine Stolac
- Stari grad na stranicama JU Radimlja